# فيابوينا دي ألافا
بلدية فيابوينا دي ألافا (بالإسبانية: Villabuena de Álava) هي بلدية تقع في مقاطعة ألافا التابعة لإقليم الباسك شمال إسبانيا.

## الديموغرافيا
يبلغ عدد سكان بلدية فيابوينا دي ألافا 325 نسمة عام 2011 (وفقاً للمعهد الوطني للإحصاء الإسباني).
| 345 | 336 | 341 | 322 | 314 | 318 | 325 |